# بوكيمات
بوكيمات (باليابانية: ポケメ～ト)، هي لعبة فيديو من نوع التراسل الفوري وتقنية الديجيتال، من تطوير سكوير إنكس ومن نشر نينتندو سنة 2006 في اليابان، وهي أول نوع لهذه اللعبة يستخدم عن طريق هاتف محمول.

## المواقع الخارجية
- الموقع الرسمي باليابانيه
- تعليمات اللعبة باليابانية